# آستروسیت
آستروسیت (astrocyte) یا آستروگلیا یا اختریاخته، یاخته‌ای گلیایی (پی‌بانی) و ستاره‌شکل است که تغذیه و حفاظت یاخته‌های عصبی را بر عهده دارد.
آستروسیت‌ها سلول‌های گلیای ستاره‌شکل در مغز و طناب نخاعی می‌باشند. آستروسیت‌ها بیشترین نوع سلول‌های گلیا هستند. آستروسیت یعنی سلول ستاره‌ای و این نام به درستی شکل این سلول را توصیف می‌کند. آستروسیت‌ها از اندازه بزرگی برخوردارند و نورون‌ها را تغذیه کرده و از ان‌ها حمایت می‌کنند و به همراه میکروگلیاها مواد زاید درون مغز را از بین می‌برند؛ و در نهایت به صورت مواد شیمیایی از مایع احاطه‌کنندهٔ نورون‌ها حفاظت می‌کنند.
گاهی نورون‌ها به دلایل ناشناخته‌ای از بین می‌روند یا در اثر ضربهٔ مغزی عفونت یا سکتهٔ مغزی می‌میرند. در این هنگام آستروسیت‌ها به همراه میکروگلیا وظیفهٔ پاکسازی و از بین بردن مواد زاید باقی‌مانده را به عهده می‌گیرند. این سلول‌ها قادرند در دستگاه عصبی مرکزی حرکت کرده، به هنگام برخورد با یک مادهٔ زاید آن را بلعیده و هضم کنند. به این فرایند بیگانه‌خواری (فاگوسیتوز) می‌گوییم.
به آستروسیتی که عمدتاً در مادهٔ خاکستری مغز یافت می‌شود و زوائد گلیایی کوتاه، ضخیم و بسیار منشعبی دارد آستروسیت درشت‌رشته (protoplasmic astrocyte) گفته می‌شود.
به آستروسیتی که عمدتاً در مادهٔ سفید مغز یافت می‌شود و زوائد گلیایی بلند، نازک و کمتری دارد آستروسیت نازک‌رشته (fibrous astrocyte) می‌گویند.